# 爱知县立护理短期大学
爱知县立护理短期大学是一所位於日本爱知县名古屋市守山区的公立大学。地址是爱知县名古屋市守山区上志段味东谷了。創立於1968年。最后招生年度为1994年、停办於1997年。即现在爱知县立大学护理系。 

## 历史沿革
- 1968年，爱知县立护理短期大学成立含第一护理学科和第二护理学科。
- 1995年，爱知县立护理大学成立。爱知县立护理短期大学停止招生。
- 1996年，第二护理学科停办。
- 1997年，第一护理学科停办。爱知县立护理短期大学停办。
- 2009年，爱知县立大学护理系成立。爱知县立护理大学停止招生。

## 外部連結
- 爱知县立大学網站#大学概要